# لو جيرج

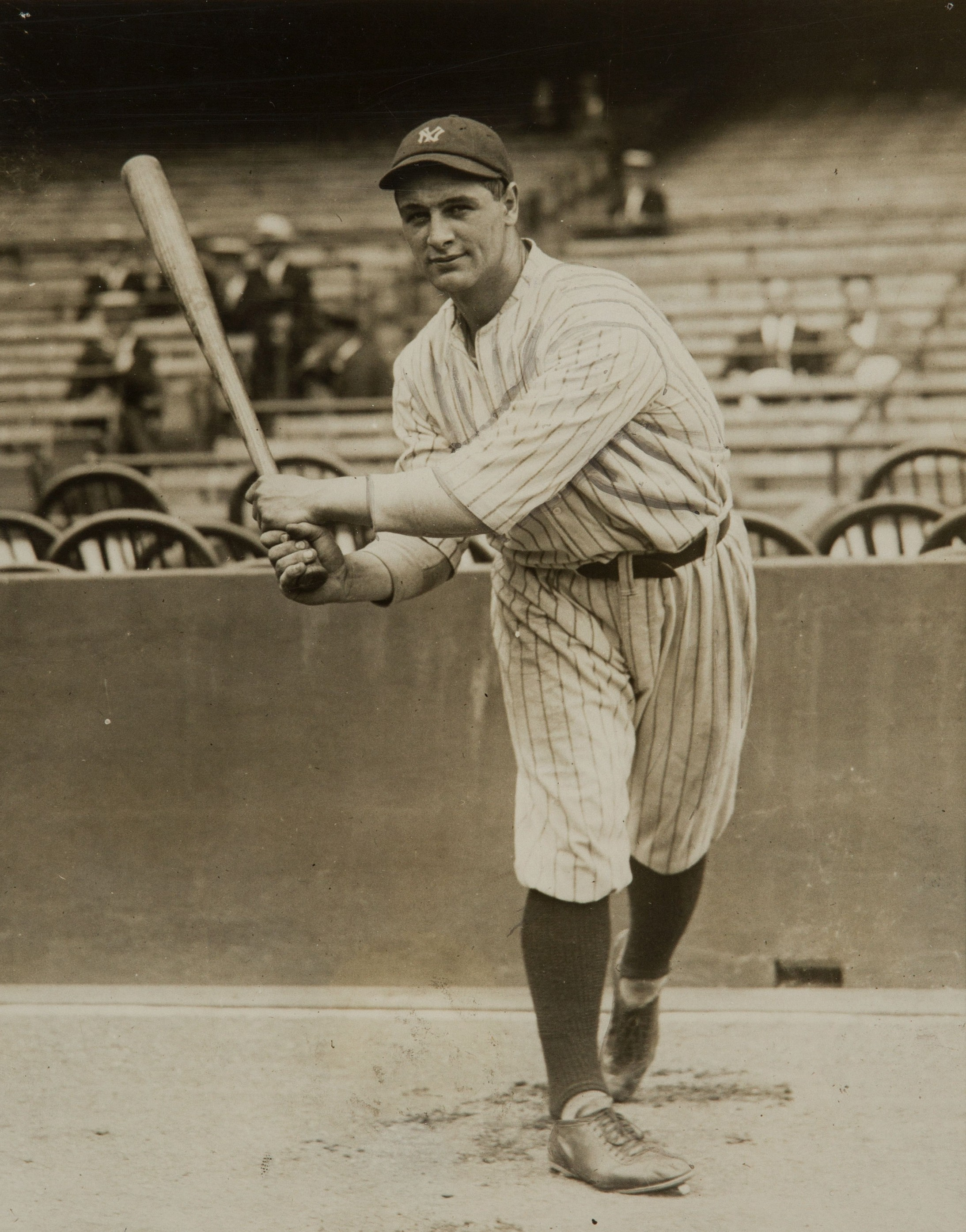

هنري لويس (بالإنجليزية: Lou Gehrig) «لو» أو «بستر» جيرج (19 يونيو، 1903؛- 2 يونيو، 1941) هوأول لاعب بيسبول أمريكي في كرة القاعدة (بيسبول) (baseball) يشارك في 17 موسمًا لـدوري كرة القاعدة الرئيسي (Major League Baseball) (إم أل بي) لفريق يانكيز نيويورك (1923–1939). كما سجل جيرج العديد من الأرقام القياسية في الدوري الرئيسي، بما في ذلك تحقيق أعظم نجاح كاسح (grand slams) (23), والذي تعادل معه أليكس رودريجويز (Alex Rodriguez) في عام 2012 وأكثر الجولات المتتالية التي لُعبت (2,130)، إلى أن تفوق عليهم كال ريبكن، جي أر. (Cal Ripken, Jr.). كما اشتهر جيرج ببراعته وثباته كلاعب قذف، وتلك هي الميزة التي جعلته يكتسب لقب «الحصان الحديدي»(The Iron Horse)، بالإضافة إلى العاطفة التي تلت اعتزالة اللعب في ال 36 من عمره، عندما أصيب بتصلب عضلي جانبي (amyotrophic lateral sclerosis). كما انتُخِبَ جيرج في ردهة مشاهير كرة القاعدة.وفي عام 1969 اختاره اتحاد كُتاب كرة القاعدة، كأعظم وأول لاعب قاعدة كما تصدر قائمة الأصوات لفريق القرن في دوري كرة القاعدة عندما اختاره أنصاره في عام 1999.
وحيث إنه من سكان مدينة نيويورك الأصليين، فقد لعب لصالح فريق يانكيز إلى أن انقطع عن عمله إثر إصابته بتصلب عضلي جانبي (amyotrophic lateral sclerosis)، ويُعرف هذا المرض الآن في الولايات المتحدة وكندا بـمرض لو جيرج. وطوال فترة 15 موسمًا من 1925 إلى 1939، لعب جيرج 2,130 جولة متتالية. وقد انتهت هذه الدورة عندما أصبح جيرج معاقًا إثر إصابته بذاك المرض العصبي العضلي المميت الذي أودى بحياته بعد سنتين. ولقد استمرت دورته، وتُعد من أطول الأرقام القياسية القليلة غير المحطمة لكرة القاعدة، لمدة 56 سنة، إلى أن أنهاها كال ريبكين، الابن (Cal Ripken, Jr.)، من فريق أوريولوس بالتيمور (Baltimore Orioles) في 6 سبتمبر 1995.
كما حصل جيرج على 1,995 نقطة تسجيل|نقاط تسجيل (runs batted in) (RBIs) في 17 موسمًا، بعمل معدل قذف من.340، نسبة القواعد من.447, ونسبة قوة الضربة من.632. وبالتالي فإن ثلاثًا من أفضل ست نقاط تسجيل المواسم في تاريخ كرة القاعدة كانت لصالح جيرج. كما اُختير ضمن المشاهير في (All-Star games) الأولى (بالرغم من أنه لم يلعب في جولة 1939، لأنه انسحب قبل انعقادها بأسبوعٍ واحد)، وفاز بجائزة أفضل لاعب في عام 1927 و1936. كما أنه كان الفائز بالتاج الثلاثي (Triple Crown) في عام 1939، حيث تصدر معدل القذف، ونقاط الهدف، ونقاط التسجيل.

## وصلات خارجية
- لو جيرج على موقع الموسوعة البريطانية (الإنجليزية)
- لو جيرج على موقع ميوزك برينز (الإنجليزية)
- لو جيرج على موقع إن إن دي بي (الإنجليزية)
- لو جيرج على موقع ديسكوغز (الإنجليزية)
- لو جيرج على موقع دوري كرة القاعدة الرئيسي (الإنجليزية)
- لو جيرج على موقعبيزبول رفرنس.كوم (الدوري الرئيسي) (الإنجليزية)
- لو جيرج على موقعبيزبول رفرنس.كوم (الدوري الثانوي) (الإنجليزية)
- لو جيرج على موقع جمعية أبحاث البيسبول الأمريكية (الإنجليزية)
- لو جيرج على موقع إي إس بي إن.كوم (أم.أل.بي) (الإنجليزية)
- لو جيرج على موقع مشجعي الرسوم البيانية (الإنجليزية)
- لو جيرج على موقع قاعة مشاهير كرة القاعدة (الإنجليزية)

- YouTube Video of Lou Gehrig - Superman على يوتيوب
- لو جيرج at the Baseball Hall of Fame
- Transcript and Audio of Lou Gehrig's Farewell to Baseball Address
- الموقع الرسمي
- Gehrig's shining legacy of courage, Major League Baseball tribute by Mark Newman on Gehrig's 100th birthday.
- Lou Gehrig Memorial at Find a Grave